# Hembeck (Anderlingen)
Hembeck ist ein Ortsteil der Gemeinde Anderlingen (Samtgemeinde Selsingen) im niedersächsischen Landkreis Rotenburg (Wümme). 

## Geografie und Verkehrsanbindung
Hembeck liegt südöstlich des Kernortes Anderlingen. Durch den Ort fließt die Hembeck, nach der der Ort benannt ist. Die Hembeck ist ein rechter Nebenfluss der Twiste. Unweit westlich verläuft die Kreisstraße K 110.

## Geschichte
Am 1. März 1974 wurde Hembeck nach Anderlingen eingemeindet.